# 琴子 (小説家)
琴子（ことこ）は、日本のライトノベル作家、小説家、漫画原作者。北海道出身・在住。子持ち。小説投稿サイトの小説家になろうやカクヨム等で執筆している。また漫画原作も創作している。

## 経歴
2020年3月2日、小説家になろうにて投稿開始、『成り行きで婚約を申し込んだ弱気貧乏令嬢ですが、何故か次期公爵様に溺愛されて囚われています』が2021年1月に初めて書籍化された。

## 作品

### 小説
オリジナル
- 成り行きで婚約を申し込んだ弱気貧乏令嬢ですが、何故か次期公爵様に溺愛されて囚われています（イラスト：笹原亜美、TOブックス、全3巻）[7]
- 二度目の異世界、少年だった彼は年上騎士になり溺愛してくる（イラスト：氷堂れん、KADOKAWA〈ビーズログ文庫〉、既刊2巻）[8]
- 婚約破棄を狙って記憶喪失のフリをしたら、素っ気ない態度だった婚約者が「記憶を失う前の君は、俺にベタ惚れだった」という、とんでもない嘘をつき始めた（イラスト：雨壱絵穹、スクウェア・エニックス〈SQEXノベル〉、全2巻）[9]
- 家から逃げ出したい私が、うっかり憧れの大魔法使い様を買ってしまったら（イラスト：TCB、スクウェア・エニックス〈SQEXノベル〉、全3巻）[10]
- バッドエンド目前のヒロインに転生した私、今世では恋愛するつもりがチートな兄が離してくれません!?（イラスト：彩月つかさ（1-2巻）・くまのみ鮭（3巻以降）、TOブックス、既刊7巻）[11]
- 推し（噓）の筆頭魔術師様が「俺たち、両思いだったんだね」と溺愛してくるんですが!?（イラスト:カズアキ、主婦と生活社〈PASH!ブックス〉）[12]
- 破局予定の悪女のはずが、冷徹公爵様が別れてくれません!（イラスト：宛、KADOKAWA〈ビーズログ文庫〉、既刊4巻）[13]

ゲームノベライズ
- 天下統一恋の乱 Love Ballad 〜華の章〜 織田信長&明智光秀編（イラスト：至、TOブックス）[14]

漫画ノベライズ
- 異世界で姉に名前を奪われました（イラスト:NiKrome、KADOKAWA〈カドカワBOOKS〉、単巻）

### 漫画
小説コミカライズ
- 成り行きで婚約を申し込んだ弱気貧乏令嬢ですが、何故か次期公爵様に溺愛されて囚われています@COMIC（作画：画仁本にも、『コロナEX』、2020年4月 - 、既刊3巻）
- 押して駄目だったので、引いてみることにしたのですが（作画：むぎちゃぽよこ、『ゼロサムオンライン』、2021年4月 - 2022年5月、全2巻）
- 私を好きすぎる勇者様を利用して、今世こそ長生きするつもりだったのに（多分、また失敗した）（作画：くまのみ鮭、『コミックブリーゼ』、2021年10月 - ）
- 家から逃げ出したい私が、うっかり憧れの大魔法使い様を買ってしまったら（作画：鷹来タラ、『ガンガンONLINE』、2021年12月-、既刊2巻）
- 二度目の異世界、少年だった彼は年上騎士になり溺愛してくる（作画：綾月もか、『カドコミ』（FLOS COMIC）、2021年12月-、既刊3巻）
- 10年間身体を乗っ取られ悪女になっていた私に、二度と顔を見せるなと婚約破棄してきた騎士様が今日も縋ってくる（作画：ぼてまる、『Palcy』、2022年2月 - ）
- 婚約破棄を狙って記憶喪失のフリをしたら、素っ気ない態度だった婚約者が「記憶を失う前の君は、俺にベタ惚れだった」という、とんでもない嘘をつき始めた（作画：よめ、『マンガUP!』、2022年4月 - ）
- バッドエンド目前のヒロインに転生した私、 今世では恋愛するつもりがチートな兄が離してくれません!?（作画：七星郁斗、各電子書籍配信ストア、2022年5月-）
- 推し（噓）の筆頭魔術師様が「俺たち、両思いだったんだね」と溺愛してくるんですが!?（作画：麦崎旬、『コミックブリーゼ』、2022年7月 - ）
- 破局予定の悪女のはずが、冷徹公爵様が別れてくれません!（作画：甘夏みのり・仲島歩、『カドコミ』（FLOS COMIC）、2022年12月 - ）
- 元聖女ヒロインの私、続編ではモブなのに全ステータス（好感度を含む）がカンストしているんですが（作画：madara、『コミックシーモア』先行配信、2024年10月 - ）
- 公爵様、悪妻の私はもう放っておいてください（作画：桜乃みか、『ゼロサムオンライン』、2024年10月 - ）
- 鴉天狗様と最愛の契り～落ちこぼれの私が、最強のあやかしに執着されるまで～（作画：七瀬なつ、『コミックシーモア』先行配信、2024年11月 - ）

漫画原作
- 救い、巣喰われ（漫画：カモ、『コミックRouge』、2022年2月 - ）
- 異世界で姉に名前を奪われました（作画：NiKrome、『カドコミ』（FLOS COMIC）、2022年9月 - ）
- ねえ、僕がいないと死ぬって言ってよ（作画：utu、『ストーリーな女たち』、2022年12月 - 2023年11月、全2巻（電子のみ））
- 脇役の私がヒロインになるまで （共同原作：火野あかり、作画：もちお、『カドコミ』（FLOS COMIC）、2023年9月 - ）
- 即退場したい脇役なのに、寝取ってしまった王子様が逃がしてくれません（作画：一花夜、『ゼロサムオンライン』、2023年11月 - ）
- 離婚予定の契約婚なのに、冷酷公爵様に執着されています（作画：紡木すあ、『ぶんか社PRIMO』、2023年1月 - ）